# Língua baima
Baima é uma língua da família das línguas tibeto-birmanesas, sendo falada por cerca de 11 mil pessoas de nacionalidade  tibetana no centro-norte de Sichuan, China. Seu uso é entre os adultos tibetanos.
Baima utiliza a ordem das palavras “SOV” (Sujeito, Objeto, Verbo); conjuntos de consoantes no início das palavras; e é uma língua tonal. Há palavras oriundas da língua tibetana e do chinês.